# Moisburg
Moisburg – miejscowość i gmina położona w niemieckim kraju związkowym Dolna Saksonia, w powiecie Harburg, należy do gminy zbiorowej (niem. Samtgemeinde) Hollenstedt.

## Położenie geograficzne
Moisburg leży w północno-zachodniej części Pustaci Lüneburskiej nad rzeczką Este. 
Od wschodu ma sąsiedztwo gminy Appel, od północy graniczy z powiatem Stade od zachodu z gminą Regesbostel i od południa z gminą Hollenstedt.

## Historia
Po raz pierwszy miejscowość Moisburg była wzmiankowana w 1322 r., ale już ok. 1200 zbudowany był tu kościół.

## Dzielnice gminy
W skład gminy Moisburg wchodzą następujące dzielnice: Appelbeck, Moisburg, Podendorf i Ruhmannshof.

## Komunikacja
Moisburg znajduje się w odległości ok. 5 km od autostrady A1 z węzłem komunikacyjnym Hollenstedt.